# Philippos II của Macedonia
Philippos II của Macedonia (tiếng Hy Lạp: Φίλιππος Β' ὁ Μακεδών — φίλος (phílos) = người bạn + ἵππος (híppos) = ngựa — dịch từng chữ Philipposⓘ, 382-336 trước Công Nguyên), hay còn được biết tới với cái tên Philippe II là một người Hy Lạp xưa, làm vua của Vương quốc Macedonia (một quốc gia của người Hy Lạp cổ đại) từ năm 359 trước Công Nguyên đến khi bị ám sát vào năm 336 trước Công Nguyên. Ông còn là cha của Alexandros Đại Đế, Philipos III, và có thể cả Ptolemaios I Soter - vị vua khai quốc của Vương triều Ptolemaios của Ai Cập cổ đại.
Ông là một nhà cải cách và sáng tạo quân sự, vị Quốc vương có công lớn trong việc xây dựng Vương quốc Macedonia và đào tạo cho con trai ông là Alexandros Đại đế. Qua việc dày công xây dựng một lực lượng Quân đội tinh nhuệ, cùng với những đội hình chiến trận và chiến thuật mới mẻ, ông và vua con Alexandros Đại Đế đã hoàn thành một cuộc Cách mạng lớn lao về nền chiến sự Macedonia và phương Tây, mở đường cho thời đại của chủ nghĩa đế quốc trong lịch sử Hy Lạp cổ đại. Trong những năm tháng trị quốc của mình, ông đã chinh phạt Hy Lạp, đánh tan tác liên quân các thành bang Hy Lạp vào năm 338 trước Công Nguyên, và thống nhất Hy Lạp, và tạo điều kiện cho Alexandros Đại Đế mở rộng Đế quốc. Ngoài ra, ông còn là vị vua đã tiêu diệt quyền tự chủ và nền tự do của Hy Lạp cổ đại.
Được coi là một trong những vị danh tướng xuất sắc nhất của phương Tây, vị vua mạnh mẽ này còn có tài năng chính trị và ngoại giao kiệt xuất. Ông là vị lãnh đạo đầu tiên lập nên một thể chế liên bang trong lịch sử Hy Lạp cổ xưa, là người lập nên một bộ máy hành chính tập quyền vững mạnh tại nước nhà. Tuy trước giờ trong sử sách, vua Alexandros Đại Đế thường nổi tiếng hơn ông, nhà sử học quân sự tài năng Richard A. Gabriel - người đã viết nên cuốn tiểu sử quân sự đầu tiên về ông - có quan điểm rằng vua Philippos II vĩ đại hơn Alexandros, thông qua tài năng xuất sắc của ông về nhiều mặt. Lực lượng Quân đội Macedonia do ông gầy dựng nên là lực lượng Quân đội Quốc gia đầu tiên trong quân sử phương Tây. Ông cũng được xem là vị kiệt tướng đầu tiên của một thời đại mới trong chiến sử, với công cụ chiến tranh mới của ông, với đội hình phương trận Macedonia và những học thuyết quân sự đã mang lại thắng lợi cho ông. Thời đại của chủ nghĩa đế quốc Hy Lạp xưa, một thời kỳ kinh điển của Hy Lạp xưa và nền chiến sử, đã mở ra sau khi ông qua đời.

## Cuộc đời
Sinh ra tại kinh đô Pella, Philippos là Hoàng tử út trong số ba người con trai hợp pháp của vua Amyntas III và Eurydice II. Vào thời trai trẻ (khoảng 368 - 365 trước Công Nguyên), Philippos từng là con tin tại Thebes, trong những năm tháng thành bang này trở thành "đàn anh" đối với mọi thành bang khác của Hy Lạp cổ đại. Trong thời gian làm con tin ở đó, Hoàng tử Philippos đã nhận được sự giáo dục về quân sự và ngoại giao từ Epaminondas - vị danh tướng đã trở thành bạn tình đồng tính luyến ái của (eromenos) của kiệt tướng Pelopidas và sống cùng với Pammenes - vị danh tướng ủng hộ nhiệt tình cho việc thiết lập đội thần binh hùng hậu của thành Thebes.
Vào năm 364 trước Công Nguyên, Philippos trở về cố quốc. Sau khi các anh trai là vua Alexandros II và Perdiccas III qua đời, ông lên nắm quyền bính. Tuy ban đầu chỉ tự phong làm quan Nhiếp chính cho cháu trai là tự quân Amyntas IV - đứa con trai mới chào đời của cố vương Perdiccas III, Philippos II đã lập mưu cướp lấy ngôi báu ngay trong năm đó.
Thiên tài quân sự của vua Philippos II và giấc mơ về một Đế quốc Macedonia vĩ đại đã sớm đưa ông tới thành công. Tuy vậy, việc đầu tiên là ông cần phải làm là thiết lập lại uy thế của Macedonia, do đất nước vốn đã trở nên tồi tệ sau khi vua Perdiccas III bại vong khi thân chinh đi đánh người Illyria. Người Paionia và Thrace đã cướp bóc và xâm lược miền Đông của đất nước trong khi quân Athena đã đổ bộ lên bờ biển Methoni bằng một đạo quân dưới quyền kẻ giả danh người Macedonia là Argeus. Nhờ các biện pháp ngoại giao, Philippos II đã đẩy lui được người Paionia và Thrace bằng việc hứa hẹn sẽ triều cống và nghiền nát 3 nghìn lính hoplite của thành Athena vào năm 359 trước Công Nguyên.
Philippos II đã kết hôn với Audata - người cháu đầu của vua người Illyrian của xứ Dardania là Bardyllis. Tuy nhiên, hôn nhân này không hề ngăn cản ông thân chinh tiến hành cuộc chinh chiến chống lại người Illyria vào năm 358 trước Công Nguyên và đánh tan tác quân thù trong một trận chiến đẫm máu, loại khỏi vòng chiến đấu được 7 nghìn người Illyria. Nhờ vào chiến thắng vang dội này, vua Philippos II đã mở rộng bờ cõi của đất nước tới tận hồ Ohrid và nhận được sự ủng hộ của xứ Ipiros.
Ông cũng lợi dụng cuộc Chiến tranh Liên minh làm cơ hội để mở rộng đất nước. Ông chấp thuận quân Athena - những kẻ không thể nào chinh phục được Amphipolis - được sở hữu các mỏ vàng của núi Pangaion, và cho thuê nó lại sau cuộc chinh phục của ông, để đổi lấy Pydna (quân Macedonia mất vùng này vào năm 363 trước Công Nguyên). Tuy nhiên, sau khi chinh phục được Amphipolis, ông chiếm lĩnh luôn cả hai thành phố vào năm 357 trước Công Nguyên. Vì vậy quân Athena tuyên chiến ông, và ông đã liên minh với Liên bang Chalkidian của Olynthus. Sau đó ông chinh phục được Potidaea, lần này ông giữ lời hứa của mình và nhượng lại nó cho liên bang năm 356 trước Công Nguyên. Một năm trước đó Philip đã kết hôn với công chúa Olympias của xứ Epirus, con gái của vua người Molossia.

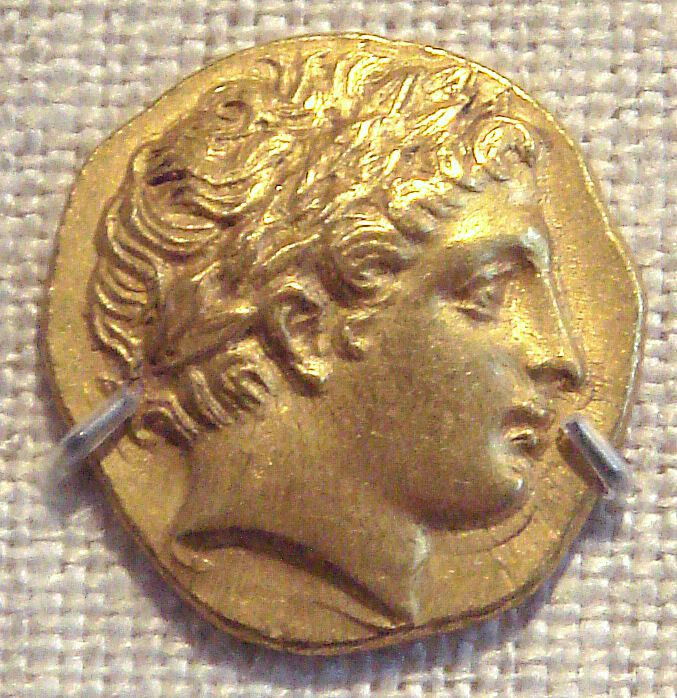
Philip II gold stater, with head of Apollo.

Vào năm 356 trước Công Nguyên, vua Philippos II cũng chinh phục được thị trấn Crenides và đổi tên thành Philippi: ông thành lập một đội quân đồn trú hùng mạnh có để kiểm soát các mỏ của nó, mà nhà vua nhận được rất nhiều vàng sau này được sử dụng cho các cuộc chinh phạt của ông. Trong khi đó, vị kiệt tướng Parmenion của ông lại một lần nữa đánh tan tác người Illyria. Cũng trong năm 356 Trước Công Nguyên, Hoàng tử Alexandros chào đời, và những con ngựa đua của vua Philippos II đã giành chiến thắng trong Thế vận hội Olympic. So với các đại kiện tướng khác vào thời cổ đại, tuy ông có lẽ ít được giáo dục kỹ lưỡng hơn, trong cung đình nhà vua khi đó có không ít nhà triết học và nghệ sĩ. Ông biết vài thứ ngoại ngữ, và ông cũng vời nhà triết học lừng danh Aristotle đến kinh đô để giảng dạy cho Hoàng tử Alexandros. Trong hai năm 355 - 354 trước Công Nguyên, ông đã vây hãm Methone, thành phố cuối cùng trên Vịnh Thermaic nằm trong tay quân Athena. Trong cuộc vây hãm, nhà vua bị mất một mắt. Mặc dù hai hạm đội Athena kéo đến để giải cứu thành phố này, Methone vẫn thất thủ về tay quân tinh nhuệ Macedonia vào năm 354 trước Công Nguyên. Nhà vua cũng xua quân tấn công Abdera và Maronea, trên bờ biển Thrace (354 - 353 trước Công Nguyên).

Map of the territory of Philip II of Macedon

Khi cuộc Chiến tranh Thần thánh lần thứ ba bùng nổ tại Hy Lạp, nhà vua tham chiến. Do vậy, vào Mùa Hè năm 353 trước Công Nguyên ông kéo ba quân đi thảo phạt xứ Thessaly, đánh tan tác 7 nghìn quân Phocia dưới quyền anh trai của Onomarchus. Tuy nhiên, sau chiến thắng này, quân Macedonia bị đại bại trong hai trận đánh liên tiếp. Tuy nhiên, vào Mùa Hè năm sau, nhà vua lại một lần nữa thân chinh đánh Thessaly, lần này với một lực lượng Quân đội tinh nhuệ gồm 2 vạn Bộ binh và 3 nghìn Kỵ binh bao gồm tất cả các chiến binh người Thessalía. Trong trận đánh lớn trên cánh đồng Crocus, quân Macedonia tiêu diệt được 6 nghìn quân Phocia, trong khi đó 3 nghìn quân Phocia bị bắt làm tù binh, và sau đó còn bị chết đuối.
Vào năm 345 trước Công Nguyên, vua Philippos II thân chinh kéo các chiến binh đi giao tranh ác liệt với quân Ardiaioi (Ardiaei) do đích thân vua Pluratus thống lĩng, trong cuộc chinh chiến này ông bị thương chí mạng ở phần dưới của chân phải, do một chiến binh Ardiaen.
Năm 342 TCN, Philip đã dẫn đầu một cuộc viễn chinh lớn tới phía bắc chống lại người Scythia, chinh phục khu đinh cư của người Thracia ở Eumolpia và lấy tên mình đặt cho nó, Philippopolis (ngày nay là Plovdiv).
Vào năm 340 trước Công Nguyên, nhà vua xua quân phạt thành Perinthus. Vào năm sau, ông lại đánh thành Byzantium. Nhưng ông không thể chiếm lĩnh được hai thành phố này, do đó uy quyền của ông trên toàn Hy Lạp bị giảm sút. Tuy nhiên, ông thành công trong việc khôi phục uy quyền của mình tại vùng biển Aegean qua việc đại phá liên quân Thebes - Athena trong trận đánh tại Chaeronea. Đây là một trong những chiến thắng vang dội nhất trong lịch sử Hy Lạp. Và, trận thắng vang dội nay mở đầu một "truyền thống" quân sự Âu Tây, là vị Tổng tư lệnh không chỉ huy quân sĩ trực tiếp trên chiến trường: trong trận đánh này, nhà vua thống lĩnh ba quân từ một nơi khác ngoài chiến trường. Cùng năm đó, Philippos II tàn phá Amfissa bởi vì đám cư dân tại đây tự tiện trồng trọt tại cánh đồng Crisaian vốn thuộc về Delphi. Philippos II còn thiết lập và thống lĩnh của Liên minh Corinth vào năm 337 trước Công Nguyên. Các thành viên của Liên minh chấp thuận rằng họ sẽ không gây chiến lẫn nhau, trừ phi phải đàn áp Cách mạng. Đại thắng tại Chaeronea và công lao thống nhất Hy Lạp đã chấm dứt thời kỳ của các thành bang, mà mở đầu thời đại của chủ nghĩa đế quốc trong lịch sử nền văn minh Hy Lạp cổ đại. Mà với thời đại Đế quốc này thì Philippos II được xem là vị kiệt tướng đầu tiên của giai đoạn lịch sử này. Liên minh Corinth tôn nhà vua xứ Macedonia lên làm minh chủ (hegemon), thống soái của họ trong một cuộc chinh phạt Ba Tư sắp tới.

## Vụ ám sát

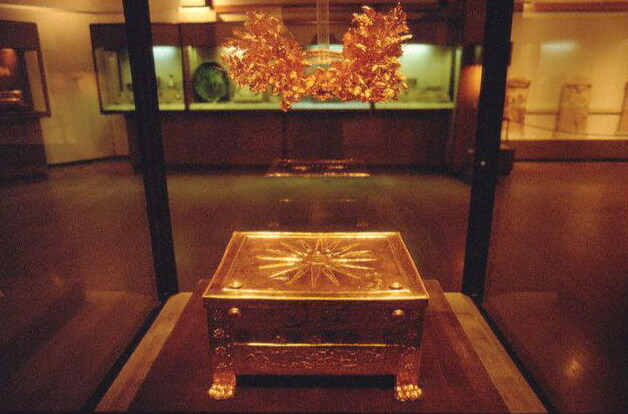
The Golden Larnax, at the Museum of Vergina, which contains the possible remains of King Philip II.

Vụ ám sát xảy ra trong tháng 10 năm 336 trước Công nguyên, ở thành Aegae, cố đô của vương quốc Macedonia. Triều đình đã tụ họp ở đó để cử hành cuộc hôn nhân giữa vua xứ Ipiros là Alexandros I và con gái của vua Philippos II (với Olympias vợ thứ tư của ông) là kleopatra. Trong khi nhà vua không được ai bảo vệ khi ông bước vào nhà hát thành phố, ông đã bị giết hại bởi Pausanias của Orestis, một trong bảy Vệ binh Hoàng gia của ông. Tên đại nghịch này ngay lập tức đã cố gắng trốn thoát và nhận được sự hỗ trợ của những tên cộng sự đã chờ đợi ông ta với những con ngựa ở lối vào của Aegae. Ba người Vệ binh Hoàng gia của Quốc vương Philippos II liền đuổi theo và thẳng tay giết chết tên đại nghịch.
Những lý do của vụ ám sát Philippos II của Pausanias rất khó giải thích đầy đủ, bởi sự mâu thuẫn giữa các nhà sử học cổ đại. Trong kho tàng sử học hiện nay, ghi nhận đương thời duy nhất về sự kiện này là của nhà hiền triết Aristotle, người kể khá ngắn gọn rằng Philippos II bị mưu sát do Pausanias bị Tướng quân Attalus - chú thứ phi Kleopatra của Quốc vương - xúc phạm.

## Nhận định
Với biết bao công tích hiển hách, về mọi mặt, ông là danh nhân kiệt xuất nhất trong lịch sử Hy Lạp cổ trong giai đoạn mà ông sống. Là một vị Quốc vương xuất sắc, thành công vang dội, ông là người đã gầy dựng lực lượng Quân đội tinh nhuệ nhất trên thế giới thời bấy giờ, cùng với một Hy Lạp nằm dưới sự bá quyền của Vương quốc Macedonia. Ông cũng là người Nhiếp chính theo nghĩa hiện nay đầu tiên trong lịch sử thế giới cổ đại. Đối với Demosthenes, Philippos II là kẻ thù của Hy Lạp và Tự do. Nhưng đối với Isocrates, ông là minh chủ của nhân dân Hy Lạp trong cuộc chiến đấu chống Ba Tư. Nhà sử học Theopompus, người am hiểu rõ về nhà vua, thì có phê bình lối sống của ông nhưng coi ông là danh nhân kiệt xuất độc nhất vô nhị của châu Âu trước giờ.